# Station Sunne
Station Sunne is een spoorwegstation in de Zweedse plaats Sunne. Het station werd geopend in 1915 en ligt aan de Frykdalsbanan. Sunne heeft een rechtstreekse treinverbinding met Karlstad, via Kil, uitgevoerd door Värmlandstrafik. De meeste treinen rijden door tot Torsby, een aantal per dag hebben Sunne echter als eindstation.

## Treinverbindingen
| Serie | Treinsoort       | Route                                    | Bijzonderheden                                                                    |
| ----- | ---------------- | ---------------------------------------- | --------------------------------------------------------------------------------- |
| 74    | Stoptrein (VTAB) | Karlstad – Kil – Sunne – Lysvik – Torsby | Enkele treinen tot Sunne. Stopt beperkt op de haltes Trångstad, Kolsnäs en Oleby. |